# Salewa
Salewa è un'azienda italiana che si occupa di attrezzature ed abbigliamento per la montagna. La sua sede in Italia è a Bolzano.

## Storia

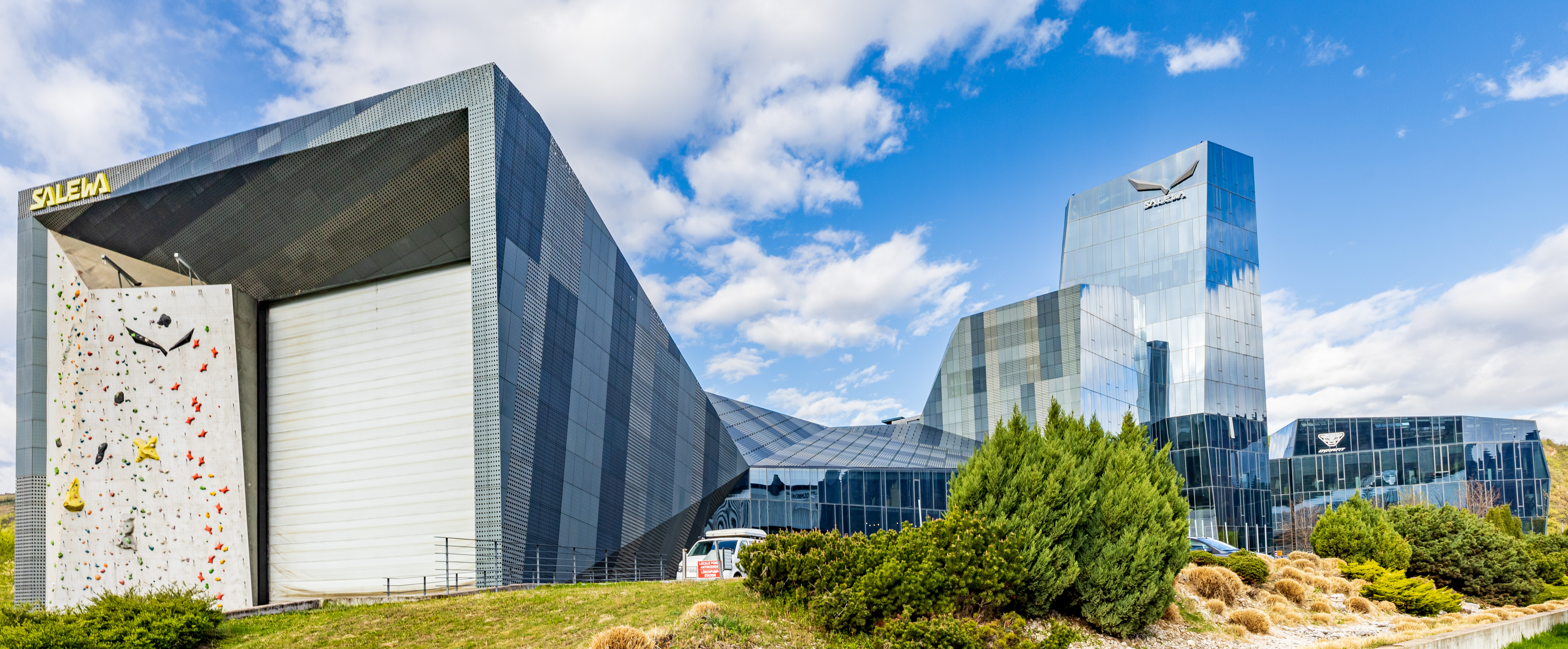
Il nuovo palazzo della Salewa a Bolzano sud

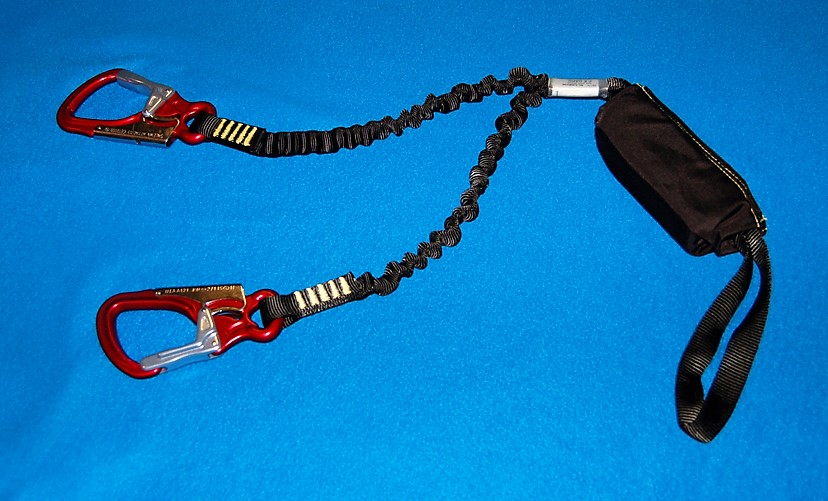
Set Salewa da via ferrata

L'azienda fu fondata in un cortile di Monaco l'8 luglio 1935 da Josef Liebhart e altri amici, esperti sellai e tappezzieri.
Il nome deriva dalle iniziali di Sattler (in italiano sellaio), Leder (ovvero cuoio) e Waren (in generale,  articoli), che composti formano la parola SaLeWa.
Durante la seconda guerra mondiale, l'azienda produce alcuni articoli in pelle e tessuto, oltre che ai primi zaini con lo schienale rinforzato in tubi d'acciaio e bastoncini da sci di tipo telescopici in legno di nocciolo e successivamente in lega leggera.
Nel dopoguerra, le autorità statunitensi, danno ordine all'azienda di produrre un migliaio di materassi, nell'ambito di un programma di assistenza ai profughi.
A seguito di alcune spedizioni sponsorizzate dall'azienda (tra cui quella sulla Cordillera Blanca nelle Ande), entrano a far parte della gamma di prodotti anche ramponi, piccozze, funi per alpinismo e attrezzature da ghiaccio.
Nel 1978 l'azienda inizia a produrre anche capi d'abbigliamento funzionale in tessuto pile, e nel 1979 viene creato il logo che rappresenta un'aquila.
Nel 1982 nasce SALEWA in Austria, e successivamente si creeranno reti di distribuzione in tutta Europa, negli Stati Uniti, in Giappone e in Nuova Zelanda.
Nel 1990 l'importatore bolzanino Heiner Oberrauch, appartenente al gruppo Oberalp, assume la guida del marchio SALEWA, portandolo al vero e proprio successo. Fu così che l'azienda aprì filiali nei 6 principali mercati europei: Germania, Austria, Svizzera, Italia, Francia e Spagna.
Nel 2011 apre a Bolzano la nuova avveniristica sede dell'azienda, progettata dagli architetti milanesi Cino Zucchi e Park Associati.
Nel 2014 avviene il rilancio globale del brand. Un nuovo logo e una nuova identità aziendale vengono introdotti. SALEWA è ora presente su 30 paesi e rifornendo 2500 negozi in tutto il mondo.
Nel marzo 2015 lancia il nuovo logo con un nuovo design per i consumatori con la collezione estiva 2015.

## Salewa cube

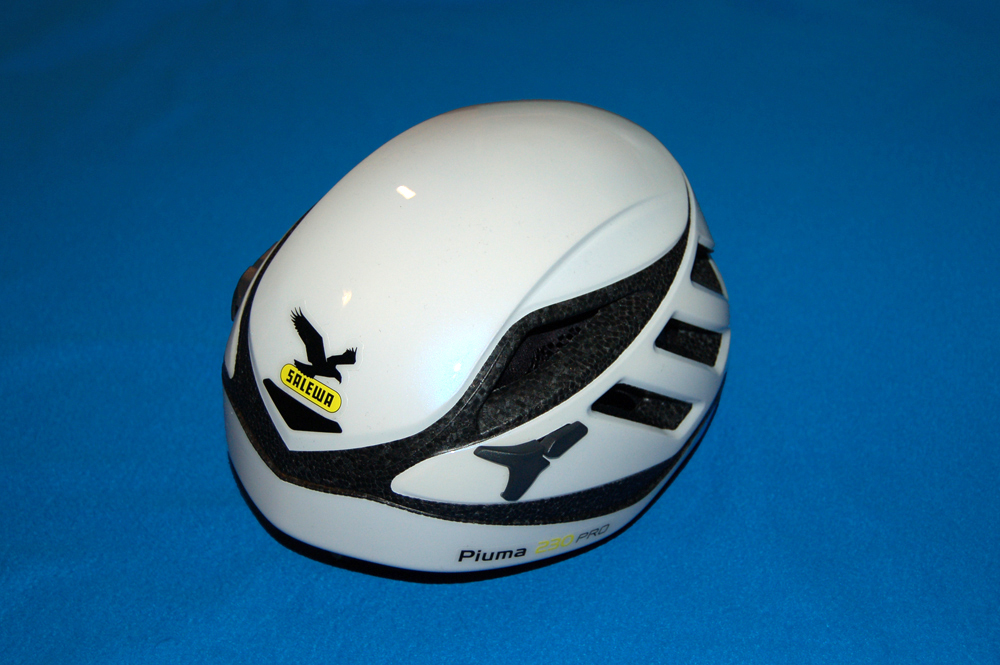
caschetto Salewa per alpinismo

A Bolzano fu costruita già nel 1974 la prima palestra di arrampicata indoor in viale Trieste. Il 13 maggio 2011 a Bolzano ha aperto una nuova grande palestra di roccia, il Salewa cube.
La palestra offre una superficie interna di 1850 m², ed esterna di 190 m². Inoltre offre 200 m² per bouldering indoor e 220 m² all'esterno, per un totale di 175 tracce per arrampicare e 240 per bouldering (sia interno che esterno).